# Península del Dichoso
La península del Dichoso o punta del Dichoso, es una pequeña península situada en el extremo más occidental de la desembocadura de la ría de San Martín de la Arena, en el municipio de Suances (Cantabria, España).

## Patrimonio

### Faro de Punta del Torco de Afuera
En 1861, debido al peligro que entrañaba entrar al puerto de Suances, se incluyó la construcción de un faro en la península. Este se levantó en el mismo lugar donde se encontraba la batería de San Martín de la Arena, fortificación medieval que defendía Suances, y entró en funcionamiento en 1863.
El edificio consta de una torre blanca truncada que deja el plano focal a 9,35 metros de altura sobre el suelo, y a 35 metros sobre el nivel del mar. Junto a la torre se encuentra una vivienda rectangular de una única planta, antigua residencia del farero.

### Castillo de Ceruti
También conocido como Castillo de Suances, es un palacio que imita la arquitectura militar medieval situado junto al acantilado, con vistas a las playas de La Concha y de Los Locos. Fue construido en 1904, por encargo del barón de Peramola, Florencio Ceruti y Castañeda, mientras ostentaba la alcaldía de Torrelavega. En el año 1987 se reconstruyó con el fin de albergar un hotel. Volvió a restaurarse para el año 2020.

### El Torco
Situado junto al faro, El Torco es un edificio levantado sobre los restos de un bastión defensivo del siglo XVII que dominaban la entrada a la Ría. La instalación, rehabilitada en 2008, acoge numerosas actividades entre las que destaca su uso como sede de los cursos de verano de la Universidad de Cantabria, que llevan desarrollándose en este edificio desde el año 1996 de manera ininterrumpida.